# إنتاج مسرف

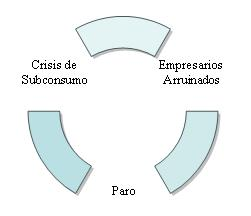

إنتاج مسرف  أو الإنتاج المسرف هي تسمية للجزء الذي يزيد عن حاجة المستهلك من الإنتاج، يتواجد هذا النوع من المشاكل في المجالات حيث لا ليونة في الطلب تسمح في زيادة الاستهلاك بسرعة كافية.